# Laboulbenia philonthi
Laboulbenia philonthi Thaxt. – gatunek grzybów z rzędu owadorostowców (Laboulbeniales). Pasożyt owadów.

## Systematyka i nazewnictwo
Pozycja w klasyfikacji według Index Fungorum: Laboulbenia, Laboulbeniaceae, Laboulbeniales, Laboulbeniomycetidae, Laboulbeniomycetes, Pezizomycotina, Ascomycota, Fungi.
Gatunek ten po raz pierwszy opisał w 1893 r. Roland Txaxter w USA na gatunkach owadów Philonthus cunctans, Philonthus micans, Philonthus debilis, Philonthus aequalis, Philonthus californicus.
Synonim: Laboulbenia luxurians subsp. immaculata Huldén 1985:

## Charakterystyka
Grzyb entomopatogeniczny, pasożyt zewnętrzny owadów. Nie powoduje śmierci owada i zazwyczaj wyrządza mu niewielkie szkody. W Polsce Tomasz Majewski w 1999 i 2003 r. opisał jego występowanie na chrząszczach z rodziny kusakowatych (Staphylinidae): Paragabrius micans, Paragabrius rubripennis, Paragabrius micans, Philonthus concinnus, Philonthus fumarius, Philonthus immundus, Philonthus nigrita, Philonthus punctus, Philonthus quisquiliarius.

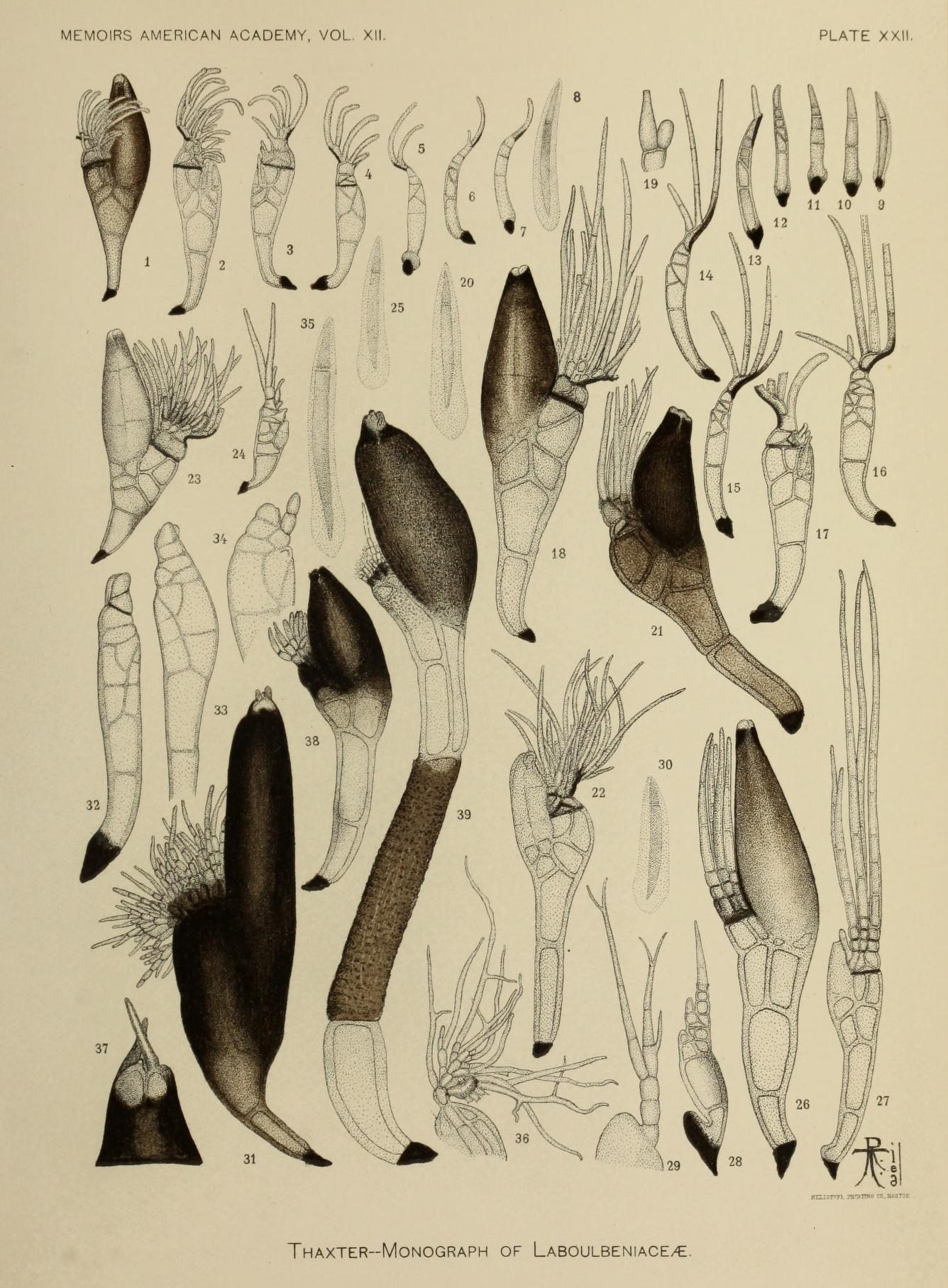
Laboulbenia philonthi nr 26-30. Pozostałe to innegat. Laboulbenia